# 佩姆夫灵
佩姆夫灵是德国巴伐利亚州的一个市镇。总面积44.53平方公里，总人口2239人，其中男性1123人，女性1116人（2011年12月31日），人口密度50人/平方公里。